# Denys Sahaluk
Denys Wałentynowycz Sahaluk (ukr. Денис Валентинович Сагалюк; ur. 23 sierpnia 2002) – ukraiński zapaśnik walczący w stylu wolnym. Zajął dziewiąte miejsce na mistrzostwach świata w 2018, 2019 i 2023 roku. 
Piąty na mistrzostwach Europy w 2024. Trzeci na ME U-23 w 2021 i 2025. Trzeci na MŚ kadetów w 2019; drugi na ME w 2019 i trzeci w 2018 roku.